# Ajo colorao
El ajo colorao o ajo colorado es un plato andaluz a base de patatas molidas —majadas— con pimientos secos, especiado con comino molido. Se le suele añadir tomate y pescado, generalmente bacalao desmigado. En algunas zonas de Andalucía se considera un guiso de pescado con ajo cocido, aceite de oliva crudo y condimentado con alioli. En algunos lugares de la provincia de Almería se sirve acompañado de bollos de panizo —maíz—. En Málaga se prepara el "ajo colorao" con bacalao desmenuzado, migas de pan, aceite de oliva y pimentón, todo ello formando una pasta que se sirve en los desayunos, especialmente en el periodo de Semana Santa.